# Orihi
Orihi je naselje u Republici Hrvatskoj, u sastavu Općine Barban, Istarska županija. Stari naziv sela Orihi je Vorichi, odnosno Villa Vorichi. 

## Zemljopisni položaj
Selo je smješteno na nadmorskoj visini 290 do 310 m. Selo je udaljeno 24 km od Pule, 9 km od mora, a od ostalih poznatih istarskih gradova (Poreč, Rabac, Rovinj, Labin i dr.)udaljeno je pola sate auto-vožnje.  

## Povijest
U knjizi Luke Kirca "crtice iz istarske povijesti" spominje se kao naselje iz prvog vala naseljavanja Slavena, krajem 6. stoljeća. U središnjem dijelu naselja postoje vrijedni sklopovi kamenih kuća i ruralne istarske arhitekture. 

## Gospodarstvo
U zadnjih nekoliko godina u selu je uređeno desetak objekata za smještaj turista, koji rado borave u tom pitomom i pitoresknom krajoliku, tijekom čitave godine, a vrlo intenzivno od početka travnja do sredine listopada. Na raspolaganju im je 165 turističkih kreveta, 16 kuća s 14 bazena, istarska konoba, više pješačkih staza,prekrasan okoliš, blizina mora, kao i Adrenalinskog parka Glavani i Ranča Barba Tone u Manjadvorci.    
Oko sela postoji jako puno neasfaltiranih puteva, koji su pogodni za pješačenje ili vožnju biciklom. U neposrednoj blizini nema nikakvih industrijskih zagađivača. Prometno je jako dobro povezano, u smjeru Pule, Rovinja i  Labina. 

## Kultura
Sredinom srpnja u Orihima se, prigodom proslave Dana sela Orihi,programa koji je prvi puta održan 1998. god., održava svake godine "Old timer's day", od 2000. god. nadalje, na kojem se okupljaju oldtimeri, stari automobili i motori, iz Istarske županije te susjednih županija i država Slovenije i Italije. Po uzoru na barbansku konjičku Trku na prstenac, tada se u Orihima, također od 2000. god. nadalje, održava "Mototrka na prstenac". Pored sela se nalazi prekrasan vidikovac Križica (330 m), uzvisina na kojoj se uz blagdan Majke Božje od Karmela, kojoj je u čast izgrađena pored 5m visokog kamenog križa, i kapelica, održava svake godine sveta misa na otvorenom. Nekada se iz sela odlazilo u okolne gradove, a danas više nitko ne odlazi i vraćaju se otišli ili njihovi potomci.      

## Stanovništvo
Prema popisu stanovništva iz 2011. godine, naselje je imalo 116stanovnika te 33 obiteljskih kućanstava.
| broj stanovnika | 615   | 782   | 159   | 161   | 168   | 190   |       |       | 200   | 195   | 189   | 160   | 131   | 122   | 107   | 116   | 101   |
|                 | 1857. | 1869. | 1880. | 1890. | 1900. | 1910. | 1921. | 1931. | 1948. | 1953. | 1961. | 1971. | 1981. | 1991. | 2001. | 2011. | 2021. |